# Fábio Gomes da Silva
Fábio Gomes da Silva (Campinas, 4 agosto 1983) è un ex astista brasiliano.

## Biografia
Gomes ha debuttato sulla scena internazionale nel 1999 e da subito ha conquistato una medaglia di bronzo ai Campionati sudamericani juniores in Cile. Dopo esser salito su molti podi giovanili regionali, Gomes ha esordito con la nazionale seniores nel 2001, ottenendo il primo oro nel 2004  in Venezuela ai Campionati ibero-americani. Oltre alle medaglie regionali, nel 2007 ha vinto la medaglia d'oro ai Giochi panamericani e debuttato ai Mondiali in Giappone. Ha preso parte a due edizioni consecutive dei Giochi olimpici nel 2008 e nel 2012, senza mai accedere alla finale.
Gomes ha detenuto i record nazionali di disciplina dal 2011 al 2013, sorpassato da Augusto Dutra de Oliveira.

## Palmarès
| Anno | Manifestazione             | Sede           | Evento           | Risultato | Prestazione | Note |
| ---- | -------------------------- | -------------- | ---------------- | --------- | ----------- | ---- |
| 1999 | Sudamericani U20           | Concepción     | Salto con l'asta | Bronzo    | 4,75 m      |      |
| 2000 | Sudamericani U20           | São Leopoldo   | Salto con l'asta | Argento   | 5,00 m      |      |
| 2000 | Sudamericani U18           | Bogotà         | Salto con l'asta | Argento   | 4,95 m      |      |
| 2001 | Sudamericani               | Manaus         | Salto con l'asta | 5º        | 4,80 m      |      |
| 2001 | Sudamericani U20           | Santa Fe       | Salto con l'asta | Bronzo    | 4,80 m      |      |
| 2001 | Panamericani U20           | Santa Fe       | Salto con l'asta | Bronzo    | 5,15 m      |      |
| 2002 | Mondiali U20               | Kingston       | Salto con l'asta | 12º       | 5,00 m      |      |
| 2002 | Sudamericani U20           | Belém          | Salto con l'asta | Oro       | 5,10 m      |      |
| 2003 | Sudamericani               | Barquisimeto   | Salto con l'asta | 5º        | 5,10 m      |      |
| 2004 | Campionati ibero-americani | Huelva         | Salto con l'asta | Oro       | 5,40 m      |      |
| 2005 | Sudamericani               | Cali           | Salto con l'asta | Oro       | 5,40 m      |      |
| 2005 | Universiadi                | Smirne         | Salto con l'asta | 11º       | 5,20 m      |      |
| 2006 | Campionati ibero-americani | Ponce          | Salto con l'asta | Argento   | 5,65 m      |      |
| 2006 | Sudamericani               | Tunja          | Salto con l'asta | Bronzo    | 5,20 m      |      |
| 2007 | Sudamericani               | San Paolo      | Salto con l'asta | Oro       | 5,77 m      |      |
| 2007 | Giochi panamericani        | Rio de Janeiro | Salto con l'asta | Oro       | 5,40 m      |      |
| 2007 | Mondiali                   | Osaka          | Salto con l'asta | 10º       | 5,76 m      |      |
| 2008 | Mondiali indoor            | Valencia       | Salto con l'asta | nm (q)    | nm (q)      |      |
| 2008 | Giochi olimpici            | Pechino        | Salto con l'asta | 25º (q)   | 5,45 m      |      |
| 2009 | Sudamericani               | Lima           | Salto con l'asta | Oro       | 5,40 m      |      |
| 2009 | Mondiali                   | Berlino        | Salto con l'asta | nm (q)    | nm (q)      |      |
| 2010 | Campionati ibero-americani | San Fernando   | Salto con l'asta | Argento   | 5,55 m      |      |
| 2011 | Sudamericani               | Buenos Aires   | Salto con l'asta | Oro       | 5,35 m      |      |
| 2011 | Giochi panamericani        | Guadalajara    | Salto con l'asta | 5º        | 5,40 m      |      |
| 2011 | Mondiali                   | Taegu          | Salto con l'asta | 8º        | 5,65 m      |      |
| 2012 | Giochi olimpici            | Londra         | Salto con l'asta | nm (q)    | nm (q)      |      |
| 2014 | Campionati ibero-americani | San Paolo      | Salto con l'asta | Finale    | nm          |      |
| 2015 | Giochi panamericani        | Toronto        | Salto con l'asta | nm        | nm          |      |
| 2015 | Mondiali                   | Pechino        | Salto con l'asta | 33º (q)   | 5,25 m      |      |